# Хримян, Арарат Варданович
Арара́т Варда́нович Хримя́н (арм. Արարատ Վարդանի Խրիմյան;  21 октября 1951, Ахалцихе — 13 сентября 2012) — армянский политический деятель и предприниматель.
- Окончил Ереванский политехнический институт по специальности инженер-механик.
- 1979—1990 — работал в системе министерства транспорта механиком, главным механиком, главным инженером.
- 1990—1995 — заместитель председателя исполкома Эребунийского района Еревана.
- 1995—1999 — депутат парламента Армении — Председатель исполкома Эребунийского района
- Член Армянского общенационального движения.
- Был заместителем министра транспорта и связи Армении, покинул пост в 2004 году.
- C 2004 года — генеральный директор ЗАО «Армянская железная дорога».
- 2008—2012 Советник Президента ОАО «РЖД»